# Розсвіт (Топкинський округ)
Розсві́т (рос. Рассвет) — селище у складі Топкинського округу Кемеровської області, Росія.

## Населення
Населення — 805 осіб (2010; 956 у 2002).
Національний склад (станом на 2002 рік):
- росіяни — 87 %